# Lérouville
Lérouville är en kommun i departementet Meuse i regionen Grand Est (tidigare regionen Lorraine) i nordöstra Frankrike. Kommunen ligger i kantonen Commercy som tillhör arrondissementet Commercy. År 2022 hade Lérouville 1 380 invånare.

## Befolkningsutveckling
Antalet invånare i kommunen Lérouville
| Referens: INSEE |